# Euaugaptilus gibbus
Euaugaptilus gibbus är en kräftdjursart som först beskrevs av Wolfenden 1904.  Euaugaptilus gibbus ingår i släktet Euaugaptilus och familjen Augaptilidae. Inga underarter finns listade i Catalogue of Life.